# Rachel Yankey
Rachel Aba Yankey (Nottingham, 1 de novembro de 1979) é uma futebolista britânica que atua como atacante.

## Carreira
Rachel Yankey integrou o elenco da Seleção Britânica de Futebol Feminino, nas Olimpíadas de 2012. 